# 本田晃弘
本田 晃弘（ほんだ あきひろ）は、日本の作曲家、編曲家、音楽プロデューサー。主にゲームの楽曲を手がける。群馬県出身。

## 来歴・人物
東京コンセルヴァトアール尚美（現尚美ミュージックカレッジ専門学校）卒業。
2000年にコナミコンピュータエンタテインメントジャパン（現コナミデジタルエンタテインメント）に入社。
小島プロダクションの「Metal Gear Solid」シリーズを中心に効果音制作から音楽制作まで全ての工程を経験し、サウンドディレクター、プロデューサーとして活動。
BEMANIシリーズにはアーケード版beatmania IIDX 15 DJ TROOPERSより作曲家として参加。EDMやアニメソング、壮大な劇伴まで、幅広い作風を持っているのが特徴であるが、中でも「HEAVENS DIVIDE」のような歌楽曲に関する評価が高い。
2015年にToylogicのHappy Warsにコンポーザーとして参加していることが発表され、コナミを退社していることが判明。

同年9月、メタルギアソリッドV発売記念イベントにてフリーランスの作曲家としてゲスト参加し、作曲した主題歌「Sins of the Father」「Quiet's Theme」に関しコメントした。
ゲームのアカデミー賞と言われるThe Game Awards 2015にて、メタルギアソリッドVの音楽がBEST SCORE/SOUNDTRACK賞を受賞。
2015年にCygamesに入社。
Cygames NEXT 2016スペシャルライブにて、「ウマ娘 プリティーダービー」に参加していることが判明した。

## 逸話
- 幼少期から両親の影響で様々な音楽を聴いていた。演歌やJ-POP、クラシック、洋楽まで幅広いジャンルの影響を受けたことが現在の活動に役立っている、と述べた[9]。
- プロのエレクトーン奏者になるために上京したが、自分の演奏能力に限界を感じ、元々勉強していた作曲に方向転換した、と発言している。
- 学生時代に遊んだ悪魔城ドラキュラX 月下の夜想曲に衝撃を受けて、これを制作している人と仕事がしたいと思いコナミを志望したが、パソコンを全く触れなかったので願いは叶わなかった[9]。その後コナミスクールでパソコンを学び入社。コナミ入社直前までメタルギアと小島秀夫のことを全く知らなかったとコメントしている。
- ZONE OF THE ENDERSを担当した当初は大のテクノ嫌いであったが、同僚のサウンドスタッフに連れて行かれたWIREで感動し、その後の作風に大きな影響を与えたと述べている[10]。
- クイズマジックアカデミーの音楽を担当した当初は、「暗くてマジックアカデミーには合わないと思います」「メタルギアっぽいです」とスタッフから言われ、制作し直した[11]。後のラジオで、この出来事がその後の作曲スタイルを180度変えるきっかけになり感謝していると発言している。
- BEMANIシリーズのアーティストとの交流が深い。L.E.D.とはZONE OF THE ENDERSから一緒に仕事をしており、Never Dead(2012年2月2日)ではDes-ROWがサウンドディレクターを担当し本田が楽曲を提供、クイズマジックアカデミーでは小野秀幸がサウンドディレクターを担当し本田が楽曲を提供していた。またクイズマジックアカデミーのオリジナルサウンドトラックではSota Fujimoriがリミックスを担当している。
- beatmania IIDXへの提供時は「Dr.Honda」、pop'n musicへの提供時は「Dp.Honda」名義を使用している。当初は「Dj.Honda」という案があったが、有名アーティストと同じになってしまうため、軽い気持ちで１文字変えて「Dr.Honda」にした。　後に「教授」「先生」であることに気づき、自分ごときが偉そうな名前を使ってしまい後悔しているとコメントしている。「Dp.Honda」はポップンミュージックのPを取って「Dr.」から「Dp.」にした、とライナーノーツでコメントしている。
- HIDECHAN! ラジオでRyan Paytonから「本田先生」と呼ばれていた。
- 代表曲の一つである水樹奈々の「恋の抑止力」は、「”男子に告白したい女の子がいて、でも強がっている”というイメージのキャラクターソングが欲しい。」という前代未聞の発注内容だったので、最初冗談かと思っていた。後に小島秀夫とエレベーターで乗り合わせたときに、「あの曲できた？」と言われ、「えっ、あれホントだったんですね！？」と驚いたという。その後、海外のユーザーにも受け入れられるようなジャンルで作ったが、「そういうのではなく日本の中高生が喜ぶ、ザ・日本にして欲しい。」とオーダーがあったと語っている[1]。
- ラジオにて、2014年4月をもってコナミを円満退社し、現在はフリーランスで活動しているとコメント[12]。その後も小島秀夫とつながりがあり、「つい最近もタクシーでMGSVの打ち上げから一緒に帰ってきました。」と発言している。
- Hiro da Silvaという別名義で映画「シャンティデイズ」に楽曲を提供している[12]。

## 主な作品

### ゲームミュージック
- メタルギアシリーズ
  - メタルギアアシッド2
  - メタルギアソリッド ポータブル・オプス
  - メタルギアソリッド4
  - メタルギアソリッド ピースウォーカー
    - HEAVENS DIVIDE/恋の抑止力

  - メタルギアソリッドV　
    - Sins of the Father
    - Quiet's Theme
- ZONE OF THE ENDERSシリーズ
  - ZONE OF THE ENDERS Z.O.E
  - ANUBIS ZONE OF THE ENDERS
- ボクらの太陽シリーズ
  - 続・ボクらの太陽 太陽少年ジャンゴ
  - 新・ボクらの太陽 逆襲のサバタ
  - ボクらの太陽 Django & Sabata
- クイズマジックアカデミーシリーズ
  - クイズマジックアカデミー6
  - クイズマジックアカデミー8
- 大乱闘スマッシュブラザーズシリーズ
  - 大乱闘スマッシュブラザーズX
  - 大乱闘スマッシュブラザーズ SPECIAL
- ウマ娘 プリティーダービー
  - うまぴょい伝説
  - 大好きのタカラバコ
  - 禁断Burning Heart
  - 恋はダービー☆
  - GIRLS' LEGEND U
  - 彩 Phantasia
  - トレセン音頭
- プリンセスコネクト!Re:Dive

### BEMANIシリーズ
- beatmania IIDX
  - 高高度降下低高度開傘 - Dr.Honda (15 DJ TROOPERS)
  - ミッドナイト堕天使 - Dr.Honda (16 EMPRESS)
  - Dances with Snow Fairies - Dr.Honda (18 Resort Anthem)
  - 君のハートにロックオン - Dr.Honda (19 Lincle)
  - KYAMISAMA ONEGAI! - Dr.Honda feat.Moe (19 Lincle)
- pop'n music
  - 最期の決断 - Dp.Honda (17 THE MOVIE) (クイズマジックアカデミー6 BGMアレンジ)
  - Dogu Ditty - Dp.Honda feat.まりも (18 せんごく列伝)
  - クライマックス銭湯 - Dp.Honda (19 TUNE STREET)
  - 永遠という名の媚薬～Pyramid Power・Death Match ver.～ - THE NEXT FILE remixed by Dp.Honda (20 fantasia)
- REFLEC BEAT
  - QUIZ MAGIC ACADEMY VIII ～決勝戦より～ - マジックアカデミー管弦楽部 (limelight)
  - SERVI - Des-ROW vibes Dr.Honda (VOLZZA)